# 九次第定
九次第定，佛教術語，指九種不同的禪定修行境界，為四禪八定與想受灭定的合稱。佛教認為，四禪八定是外道與佛教共有的禪定境界，而滅盡定為佛教獨有。在九次第定中，以第四禪是最適合得到無漏智的禪定。

## 分類
九次第定包括了
- 四禪：初禪、二禪、三禪、四禪。
- 四無色定(四空定)：空無邊處定、識無邊處定、無所有處定、非想非非想處定。此四種禪定亦共外道。
- 想受灭定：此唯阿那含或阿羅漢的佛教修行者可證得。

九次第定中的四禪四無色定（四禪八定），並不是佛教獨有，在古印度諸宗教中皆有修行。但是想受灭定則佛教獨有，佛教認為九次第定皆是無欲界漏定，但想受灭定只有證阿那含或阿羅漢的佛教聖者才能進入。
《大般涅盤經》敍述佛陀在拘尸那伽羅娑羅雙樹間入滅前，先進入九次第定，最後才入滅。